# Картал (озеро)
Карта́л (укр. Картал) — заливное озеро в Ренийском районе Одесской области Украины, в низовьях реки Дунай.
Длина озера — 5 км, ширина — до 3 км, площадь — около 15 км². Средняя глубина озера — около 1 м, максимальная — 2,4 м. Котловина вытянутой формы. Температура воды летом достигает +26 °C, зимой озеро замерзает.
23 ноября 1995 года озеру Картал был присвоен статус водно-болотного угодья международного значения в соответствии с Рамсарской конвенцией. Озеро и его береговая линия входят в заказник Озеро Картал с общей площадью 2141,2 га, созданного 10 сентября 2019 года

## География
Озеро Картал расположено в пойме реки Дунай между южной оконечностью озера Кагул и западной частью озера Кугурлуй. Оно соединяется с Дунаем через каналы Орловский и Прорва, а с южной частью озера Кугурлуй — через протоку Тобачелло. Бассейн Картала, кроме непосредственно озера Картал, включает в себя два основных локальных водоёма: Дервент и Градешка, и гирло Картал. В засушливые годы Дервент и Градешка зарастают гидрофитной растительностью в местах соединения с Карталом.
Берега озера низинные, заболоченные, заросшие камышом. Вдоль берегов возведены дамбы. Дно ровное, заиленное.
Питание озера происходит, в основном, благодаря водообмену с Дунаем по шлюзованным каналам.

## Флора и фауна
На мелководье озера Картал распространены камыш, куга озерная, глубже — водоросли и прочая водная растительность. На его берегах находятся места гнездования птиц, таких как озёрная крачка. В озере осуществляется рыборазведение, в частности толстолобика, белого амура, сазана.